# Romeo (película de 2020)
Romeo es una película dramática romántica india en hindi dirigida por Ali Khan y producida por Raj Sharma bajo el lema Good Film. La película presenta a Vicky Kadian y Kajal Sharma en los papeles principales.

## Reparto
- Vicky Kadian como Romeo.
- Kajal Sharma como Ruhani.
- Pankaj Tripathi como Ruhani Father.
- Shriya Pilgaonkar
- Rohan Sharma
- Shahid Kapoor como Dr Kabir Rajdheer Singh.
- Kiara Advani como Dr Preeti Kabir Singh.
- Shraddha Arya
- Apoorva Arora
- Pallavi Batra
- Shah Rukh Khan como Raj Malhotra.
- Kajol como Simran Singh.
- Vijay Deverakonda como Seenayya.
- Raashi Khanna como Yamini.